# Walter Bathe
Walter Bathe, född 1 december 1892 i Proboszczów, död 21 september 1959 i Casenico, var en tysk simmare.
Bathe blev olympisk guldmedaljör på 200 meter bröstsim vid sommarspelen 1912 i Stockholm.